# NWC Flag Open 2002
L'NWC Flag Open 2002 è stata la 1ª edizione del campionato di flag football organizzato dalla NWC. La stagione è iniziata il 7 aprile 2002 ed è terminata il 16 giugno 2002 con la disputa del I NWC Bowl.

## Squadre partecipanti
| Club                 | Città       |
| -------------------- | ----------- |
| Rhinos Milano        | Milano      |
| Chargers Novi Ligure | Novi Ligure |
| Squali Genova        | Genova      |
| Neptunes CUS Bologna | Bologna     |

## Calendario

### 1ª giornata
| Genova 7 aprile 2002 | Squali Genova | 0 – 8 (d.g.s.) | Rhinos Milano |  |

### 2ª giornata
| Bologna 13 aprile 2002 | Neptunes CUS Bologna | 40 – 6 | Chargers Novi Ligure | CUS Bologna |

### 3ª giornata
| Milano 21 aprile 2002 | Rhinos Milano | 25 – 0 | Neptunes CUS Bologna |  |

### 4ª giornata
| Bologna 27 aprile 2002 | Neptunes CUS Bologna | 73 – 13 | Squali Genova |  |

| Novi Ligure 28 aprile 2002 | Chargers Novi Ligure | 18 – 60 | Rhinos Milano |  |

### 5ª giornata
| Genova 5 maggio 2002 | Squali Genova | 20 – 18 | Chargers Novi Ligure |  |

### 6ª giornata
| Milano 12 maggio 2002 | Rhinos Milano | 38 – 0 | Squali Genova |  |

### 7ª giornata
| Novi Ligure 18 maggio 2002 | Chargers Novi Ligure | 8 – 0 (d.g.s.) | Neptunes CUS Bologna |  |

### 8ª giornata
| Bologna 24 maggio 2002 | Neptunes CUS Bologna | 56 – 19 | Rhinos Milano | CUS Bologna |

### 9ª giornata
| Genova 1º giugno 2002 | Squali Genova | 8 – 0 (d.g.s.) | Neptunes CUS Bologna |  |

| Milano 2 giugno 2002 | Rhinos Milano | 82 – 46 | Chargers Novi Ligure |  |

### 10ª giornata
| Novi Ligure 8 giugno 2002 | Chargers Novi Ligure | 59 – 12 | Squali Genova |  |

### Classifica della regular season
La classifica della regular season è la seguente:
- PCT = percentuale di vittorie, G = partite giocate, V = partite vinte, P = partite perse, PF = punti fatti, PS = punti subiti
- La qualificazione diretta alla finalebowl è indicata in giallo

| Pos. | Squadra              | PCT  | G | V | P | PF  | PS  |
| ---- | -------------------- | ---- | - | - | - | --- | --- |
| 1    | Rhinos Milano        | .833 | 6 | 5 | 1 | 232 | 120 |
| 2    | Chargers Novi Ligure | .333 | 6 | 2 | 4 | 155 | 214 |
| 3    | Squali Genova        | .333 | 6 | 2 | 4 | 53  | 196 |
| 4    | Neptunes CUS Bologna | .500 | 6 | 3 | 3 | 169 | 79  |

1. ↑  Penalizzati di due vittorie.

### I NWC Bowl
| Alessandria 16 giugno 2002 | Rhinos Milano | 60 – 49 | Chargers Novi Ligure | Campo comunale di Villa del Foro |